# Íd Mubárak

Íd Mubárak kalligráfia

Íd Mubárak (arabul: عيد مبارك) muszlim köszöntés az áldozati ünnep (arabul Íd al-Adha) és a böjt megtörésének ünnepe ( Íd al-fitr) alkalmából. Íd jelentése ünneplés, Mubárak pedig áldottat jelent. A böjt megtörésének ünnepét általában a Ramadán után tartják, az áldozati ünnepet pedig Dul Hadzs havában. (Ez a 12., utolsó iszlám hónap.) Egyesek szerint ez a köszöntés csak kulturális hagyomány, nem része a vallásos kötelezettségeknek. De csak e két ünnep alkalmával használják.

## Fordítás
Ez a szócikk részben vagy egészben  az   Eid Mubarak című angol Wikipédia-szócikk ezen változatának fordításán alapul.  Az eredeti cikk szerkesztőit annak laptörténete sorolja fel. Ez a jelzés csupán a megfogalmazás eredetét és a szerzői jogokat jelzi, nem szolgál a cikkben szereplő információk forrásmegjelöléseként.